# Nori
Pour les articles homonymes, voir Nori (homonymie).
Taxons concernés
- genre Porphyra
  - espèce Porphyra umbilicalis
- genre Pyropia
  - espèce Pyropia tenera
  - espèce Pyropia yezoensismodifier

Nori (海苔) désigne différentes algues rouges comestibles, utilisées dans la cuisine japonaise, notamment dans l'élaboration des makizushi et des temaki. Pour autant, lorsqu'elles sèchent, la couleur rouge s'estompe. On distingue alors deux types d'algues séchées : les noires et les vertes. La cuisine coréenne utilise un élément proche appelé gim.

## Utilisation
Pour obtenir les feuilles de nori, les algues sont tout d'abord lavées à l'eau douce puis broyées et disposées en fines couches. Les feuilles sont alors prêtes une fois séchées.
Sous sa forme grillée — yakinori (焼き海苔) —, elle est utilisée en petites feuilles dans les rāmen (nouilles de blé à la chinoise), et accompagne de très nombreux plats sous forme de très fines lamelles, comme sur les soba (nouilles de sarrasin) à la coréenne, dans les sauces, etc., et permet aussi de rouler les fameux makizushi, ou les onigiri. Sous forme de poudre, elle est aussi utilisée comme épice.

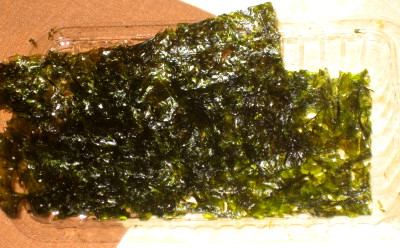
Barquette de yakinori.

En Corée, des feuilles de yakinori sont aussi vendues salées, dans des barquettes contenant quelques feuilles.

## Culture
Au Japon, les deux principales variétés de nori cultivées sont Pyropia tenera et Pyropia yezoensis. Leur algoculture existe depuis l'époque d'Edo dans la baie de Tokyo. Pyropia tenera est aussi appelée asakusanori. Anciennement, nori signifiait « algue ».
En Europe, notamment en France (Bretagne) et en Espagne (Galice), l'algue nori (Porphyra umbilicalis) est cueillie sauvage pour être ensuite commercialisée soit fraîche dans le sel, soit séchée en paillettes. La consommation de nori breton était inexistante avant la fin du XXe siècle. Encore très limitée, cette consommation se développe assez fortement depuis les années 2000, avec l'engouement pour les produits de l'agriculture biologique.

## Propriétés
L’algue nori est parfois prisée pour sa richesse en protéines (de l’ordre de 50 % de la matière sèche) et en iode (16 µg/g). Elle contient aussi du calcium, du potassium, du phosphore, du fer et du zinc, des acides aminés (considérés comme essentiels) et des fibres, tout en étant faible en gras.

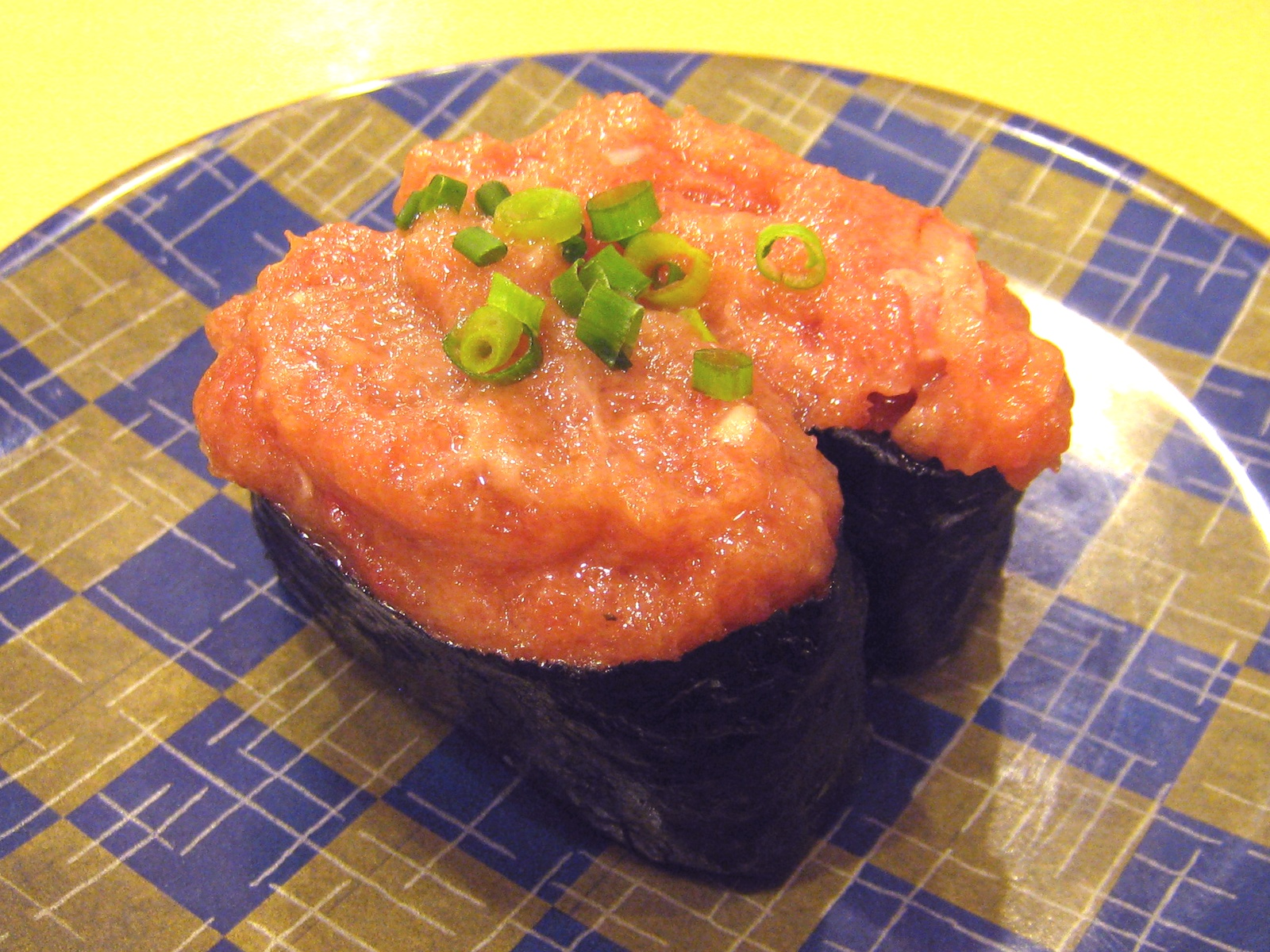
Negitoro gunkanmaki (葱トロ軍艦巻き).